# Aimé Cotton

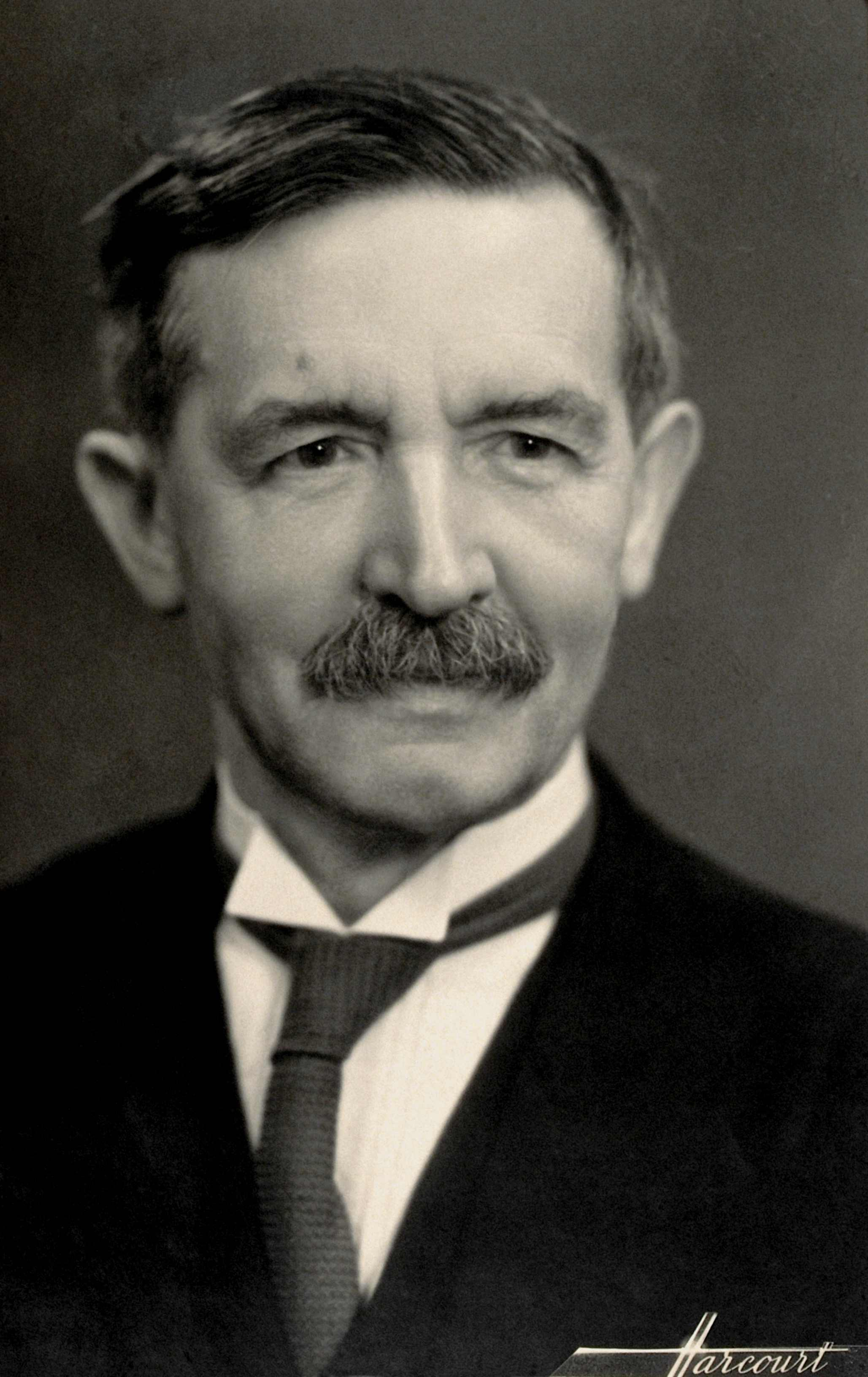
Aimé Auguste Cotton

Aimé Auguste Cotton (* 9. Oktober 1869 in Bourg-en-Bresse; † 16. April 1951 in Sèvres) war ein französischer Physiker, der für die Erforschung der Interaktion von Licht mit chiralen Molekülen bekannt ist. In den Absorptionsbanden dieser Moleküle entdeckte er große Werte von optischer Rotationsdispersion (ORD), bzw. die Variation der optischen Rotation als Funktion der Wellenlänge (Cotton-Mouton-Effekt), ebenso wie zirkulare Doppelbrechung oder Unterschiede bei der Absorption zwischen rechts- und linkszirkular polarisiertem Licht (Circulardichroismus).

## Leben
Aimé Cotton wurde am 9. Oktober 1869 in Bourg-en-Bresse, Ain geboren. Sein Großvater war Direktor der École normale (Lehrerkolleg) von Bourg, und sein Vater, Eugène Cotton, war Mathematikprofessor an der Hochschule von Bourg, dort wo der Physiker André-Marie Ampère seine Laufbahn begann. Sein Bruder Émile Cotton war Mathematiker und Akademiker.
Aimé Cotton besuchte ein Lycée in Bourg-en-Bresse und danach das mathematische Spezialprogramm am Lycée „Blaise Pascal“ in Clermont-Ferrand. Er trat 1889 in die École normale supérieure ein und gewann beim Abschluss 1893 den physikalischen Wissenschaftspreis.
1913 heiratete er die Physikerin Eugénie Feytis, die er bereits im Jahr 1905 in Paris kennengelernt hatte. Das Paar hatte vier Kinder, der zweite Sohn Paul starb jedoch bereits wenige Stunden nach seiner zu frühen Geburt im Februar 1916. Auch die 1917 geborene Tochter Amélie (Minnie) überlebte das Kindesalter nicht. Sie starb im Alter von 9 Jahren (1926) an einer Blinddarmentzündung.

## Forschungstätigkeit
Als graduierter Student am Physiklabor der École normale supérieure bereitete er dann seine Doktorarbeit in Physik vor. In dieser Arbeit studierte er die Beziehungen von polarisiertem Licht mit optisch aktiven Substanzen, die chirale Moleküle enthalten. Im (Absorptionsspektroskopie) Absorptionsband dieser Substanzen fand er große Variationen von optischer Rotation als Funktion der Wellenlänge, die heute bekannt sind als optische Rotationsdispersion (ORD) oder als Cotton-Effekt. Er entdeckte auch das verwandte Phänomen des Circulardichroismus, die ungleiche Absorption von rechts- und linkszirkular polarisiertem Licht in einem Material. Diese beiden Phänomene wurden später dazu benutzt, die Stereochemie von chiralen Molekülen in der organischen Chemie und in der Biochemie zu bestimmen.
Er wurde 1895 zum Maître de conférences in der wissenschaftlichen Fakultät in Toulouse ernannt und verteidigte seine Doktorarbeit 1896 vor der wissenschaftlichen Fakultät der Universität von Paris. Seine Dissertation trug den Titel Forschung über die Absorption und Dispersion des Lichts von Substanzen, die zur optischen Rotation fähig sind (französisch Recherches sur l’absorption et la dispersion de la lumière par les milieux doués du pouvoir rotatoire). Im Jahr 1900 wurde er als zeitweilige Vertretung für Jules Violle zum Dozenten (Junior-Professor, Lehrbeauftragten) berufen. 1904 wurde er Instruktor und 1910 Dozent an der Wissenschaftsfakultät der Universität von Paris, von wo aus er zur École normale supérieure abkommandiert wurde, und blieb bis 1922.
Während dieser Zeit forschte er auf dem Gebiet der Interaktion von Licht und Magnetismus. Er arbeitete zuerst mit Pierre-Ernest Weiss am Zeeman-Effekt, der Aufspaltung von Spektrallinien in der Gegenwart eines Magnetfeldes. Für diese Arbeit erfand er eine Cotton-Waage, um die Intensität des Magnetfeldes präzise zu messen. (Eine andere Cotton-Waage wurde zuvor von William Cotton erfunden.) Mit Weiss studierte er die magnetische Aufspaltung der blauen Linien des Zink-Atoms und 1907 waren sie in der Lage, das Verhältnis zwischen der Elektronenladung zu seiner Masse (e/m) mit größerer Präzision zu messen als mit der Methode von Joseph John Thomson.
Cotton interessierte sich dann für den Faraday-Effekt in der Nähe von Absorptionslinien und zeigte den magnetischen Circulardichroismus. Gleichzeitig arbeitete er mit seinem früheren Klassenkameraden Henri Mouton, einem Biologen am Institut Pasteur, an magnetischer Doppelbrechung in kolloidalen Lösungen magnetischer Partikel. 1907 entdeckten die beiden den Cotton-Mouton-Effekt, eine intensive magnetisch induzierte Doppelbrechung mit einer optischen Achse parallel zu den magnetischen Feldlinien.
Er betreute 1914 die Dissertation von Georges Bruhat über Circulardichroismus und optische Rotationsdispersion. 1917 half er, das Institut d'optique théorique et appliquée (Institut für theoretische und praktische Optik) zu gründen, heute die École supérieure d'optique. 1914 schlug er den Bau eines großen Elektromagneten vor, der starke Magnetfelder erzeugen konnte. Die Arbeit an dem Magneten begann schließlich 1924 bei den Service des recherches et inventions in Bellevue, später das Laboratoire du magnétisme in Meudon-Bellevue, das letztlich ihm zu Ehren Laboratoire Aimé Cotton genannt wurde. Magnetfelder bis hin zu 7 Tesla wurden erzeugt.
1919 wurde er Vorsitzender des Physik-Komitees of the Direction des Inventions intéressant la défense nationale (Direktorat für Erfindungen, die wichtig für die nationale Verteidigung sind). 1920 wurde er als Professor für den neuen Lehrstuhl für theoretische Physik und Astrophysik an der Fakultät für Wissenschaften an der Universität von Paris nominiert. 1922 folgte er Gabriel Lippmann auf dem Lehrstuhl für Allgemeine Physik und zur selben Zeit wurde er Direktor für physikalische Forschung an der Fakultät. 1923 wurde er in die Französische Akademie der Wissenschaften gewählt und 1938 wurde er ihr Präsident.
Während des Zweiten Weltkriegs entwickelte er mit Pierre Weiss das Cotton-Weiss-System, mit dem sich feindliche Artillerie aufspüren ließ. Er ging 1941 in Ruhestand und wurde durch Jean Cabannes als Professor und Laboratoriumsdirektor ersetzt, obwohl er die Leitung des magneto-optischen Laboratoriums in Bellevue behielt. Noch im gleichen Jahr wurde er von den deutschen Besatzern gefangen genommen und war eineinhalb Monate im Gefängnis von Fresnes. Später wurde er mit der Rosette de la résistance (Rosette des Widerstands) ausgezeichnet. Er starb am 16. April 1951.
Sein ehemaliges Magnetfeld-Labor ist seit 1967 als Laboratoire Aimé Cotton der Universität Paris-Süd angegliedert.

## Prix Aimé Cotton
Die Société française de physique (dt.: Französische Physikalische Gesellschaft) verleiht seit 1953 zu Ehren des Physikers jährlich den Prix Aimé Cotton an junge Physikerinnen und Physiker aus dem Gebiet der Atom- und Molekülphysik sowie der Optik, deren Arbeiten als besonders richtungsweisend angesehen werden. Bewerbungen sind jeweils in der Zeit vom 1. Januar bis zum 31. Mai möglich und berücksichtigen Bewerberinnen und Bewerber bis 10 Jahre Forschungserfahrung nach Abschluss der Dissertation.